# 佩尔·特奥多尔·克莱韦
佩尔·特奥多尔·克莱韦（瑞典語：Per Teodor Cleve；1840年2月10日—1905年6月18日）是一位瑞典化学家、生物学家、矿物学家和海洋学家。他因发现化学元素钬和铥而闻名。